# Boleścin (Świdnica)

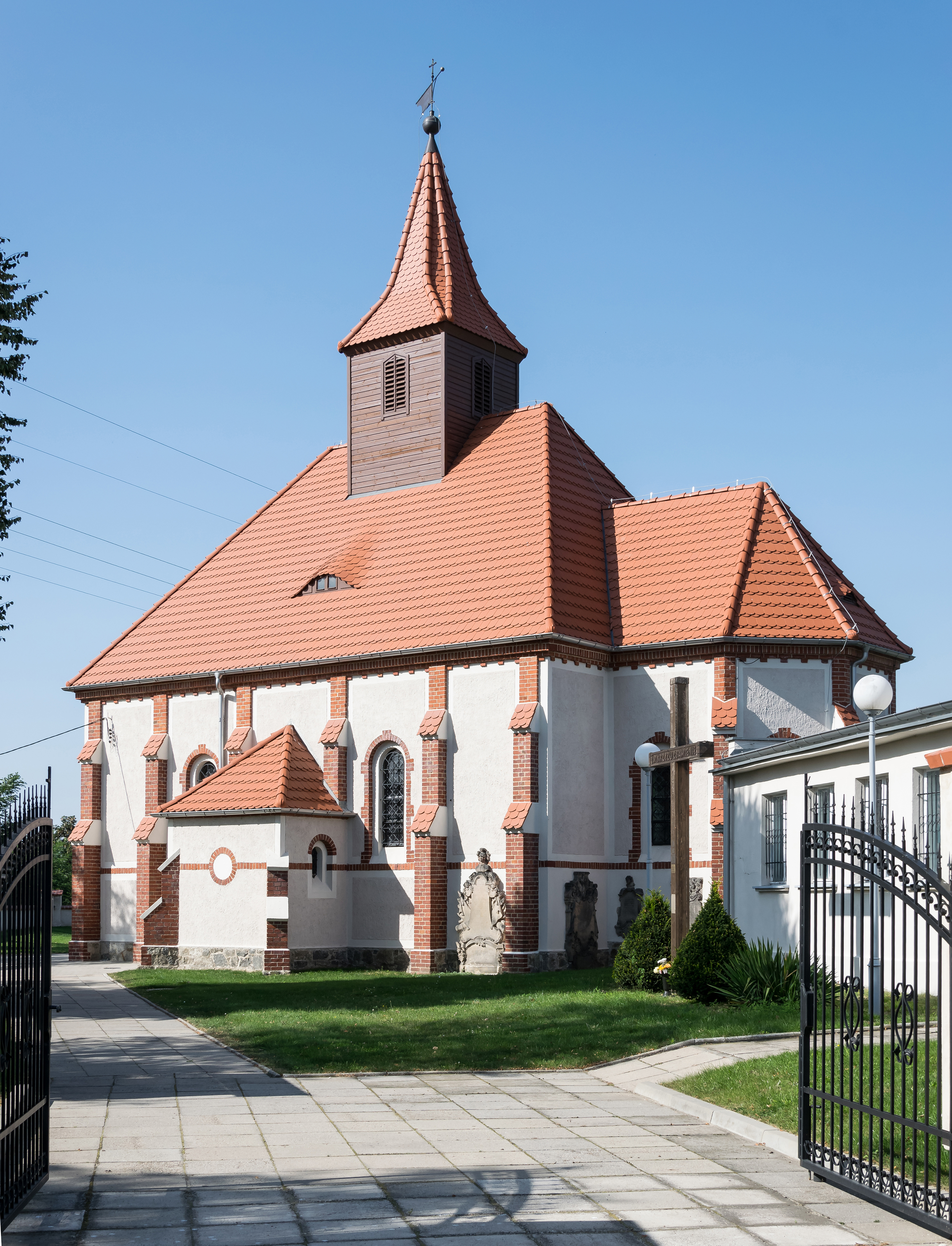
Kirche St. Joseph in Boleścin

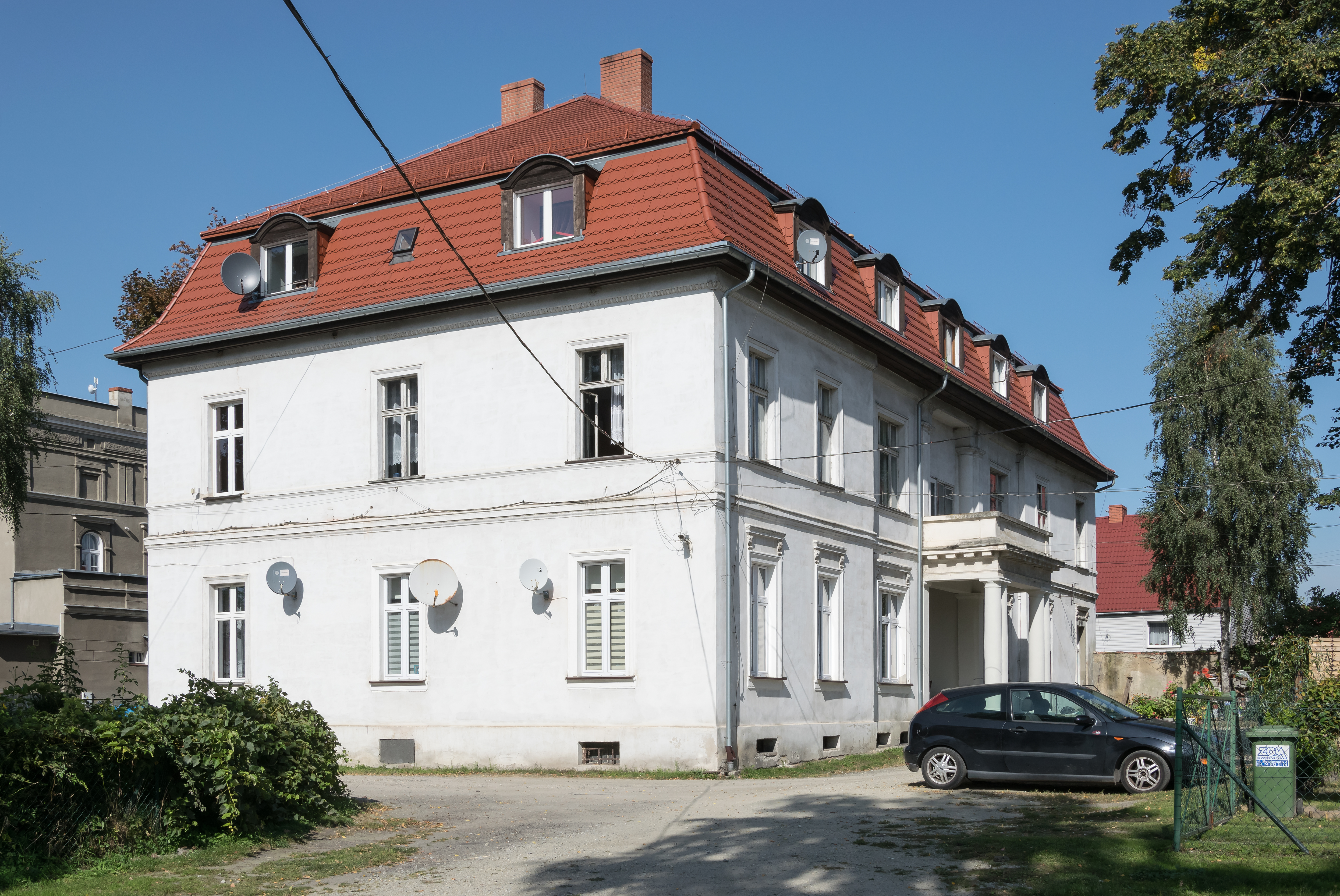
Schloss Pilzen

Boleścin (deutsch Pilzen bei Schweidnitz) ist ein Ort in der Landgemeinde Świdnica (Schweidnitz) im Powiat Świdnicki der Woiwodschaft Niederschlesien in Polen.

## Lage
Boleścin liegt etwa acht Kilometer südöstlich der Kreisstadt Świdnica (Schweidnitz) und 50 Kilometer südwestlich der Regionalhauptstadt Breslau.
Nachbarorte sind Jakubów (Jakobsdorf) im Westen, Krzczonów (Weiß Kirschdorf) im Osten, Jagodnik (Grunau) im Norden, Makowice (Schwengfeld), Krzyżowa (Kreisau) und Grodziszcze (Gräditz) im Süden. 

## Geschichte
Pilzen gehörte historisch zum Herzogtum Schweidnitz-Jauer. Erstmals urkundlich erwähnt wurde es 1193 als „Bolestino“. Weitere Schreibweisen waren 1223 Bolescino, 1323 Pulsin und 1385 Polzen. Der Ortsname leitet sich vom altslawischen Vornamen Bolko, vermutlich nach einem Familienmitglied der Schlesischen Piasten ab. Im Zuge der Ostkolonisation durch deutsche Siedler Anfang des 14. Jahrhunderts wurde der Ortsname als „Pilzen“ germanisiert.

### Besitzer
Eigentümer von Pilzen waren: 1498 Paul und Melchior Montzer, 1505 Paul Herdan auf Kammerau und Teichenau. Dessen Erbtochter Anna heiratete Hans Sachenkirch; 1563 erbten es deren Söhne Weigel oder Wilhelm Sachenkirch, der Pfarrer in Prosen und in Weizenrodau war († 1582) und Hans Sachenkirch. 1550 verkauften die Brüder ein Drittel des Dorfes an Hans Kunz in Schweidnitz. Nach ihm gelangte der Besitz an George Kramer, dessen Tochter Margareth den Peter Barthen ehelichte. Letzterer überließ seinen Anteil 1600 dem Doktor med. Christian Heinz. Den übrigen 2/3-Anteil des Dorfes teilten sich die Brüder Weigel und Hans Sachenkirch. Letzterer verkaufte seinen Anteil 1594 dem Heinrich Peterwalde auf Schwengfeld. Weigels Sohn Hans Sachenkirch besaß seinen Anteil noch 1619, danach gelangte dieser Anteil an Wolfram d. J. von Rothkirch. Im Dreißigjährigen Krieg wütete in Pilzen die Pest, das Dorf wurde verwüstet und glich einer Einöde. Aus Mangel an Bewohnern konnte der Wiederaufbau erst später erfolgen. 1656 besaß Pilzen der Bürgermeister von Schweidnitz Heinrich von Schulz, 1672 dessen Sohn Johann Heinrich, nach ihm 1684 Nikolaus Sigmund Freiherr von Zedlitz auf Zülzendorf, 1707 Ernst Wilhelm von Seidlitz auf Arnsdorf, 1720 Bernhard von Czettritz und Neuhaus, der es seinem Sohn Adam von Czettritz übergab, der Preußischer Obristenleutnant war, der es 1785 seinem Sohn Wilhelm Hans Ernst von Czettritz vererbte.

### Neuzeit
Nach dem Ersten Schlesischen Krieg fiel Pilzen 1741/42 mit dem größten Teil Schlesiens an Preußen. Die alten Verwaltungsstrukturen wurden aufgelöst und Pilzen in den Landkreis Schweidnitz eingegliedert. Während der Belagerungen von Schweidnitz im Siebenjährigen Krieg schlug der preußische König Friedrich Wilhelm II. vom 7. bis zum 20. Juli 1761 bei Pilzen sein Kriegslager auf. 1785 zählte Pilzen eine Kapelle, ein Vorwerk, neun Bauern, 15 Gärtner, 10 Häusler und 200 Einwohner. Seit 1874 gehörten die Landgemeinde und der Gutsbezirk Pilzen zum Amtsbezirk Grunau-Jakobsdorf. 1911 wurde die kleine katholische Kirche auf dem Friedhof außerhalb des Dorfes wegen Baufälligkeit neu erbaut. Der Vorgängerbau war 1676 als Filialkirche von Goglau errichtet worden. Evangelisch gehörte Pilzen zur Friedenskirche Schweidnitz. In der evangelischen Schule unterrichtete zeitweise ein Lehrer 98 Kinder. Als Folge des Zweiten Weltkriegs fiel Pilzen mit dem größten Teil Schlesiens 1945 an Polen. Nachfolgend wurde es durch die polnische Administration in Boleścin umbenannt. Die deutschen Einwohner wurden, soweit sie nicht schon vorher geflohen waren, vertrieben. Die neu angesiedelten Bewohner stammten teilweise aus Ostpolen, das an die Sowjetunion gefallen war.

## Sehenswürdigkeiten
- Römisch-katholische Filialkirche St. Joseph, 1676 als Filialkirche von Goglau erbaut, 1911 durch einen Neubau ersetzt.
- Schloss Pilzen, aus dem 18. bis 19. Jahrhundert